# Calamity Jane
Martha Jane Canary hay Cannary (1 tháng 5 năm 1852 – 1 tháng 8 năm 1903), biệt danh Calamity Jane, là một nữ lính biên phòng và trinh sát người Mỹ nổi tiếng vì là người thân của Wild Bill Hickok và chiến đấu chống lại người da đỏ ở Mỹ.

## Những năm đầu đời

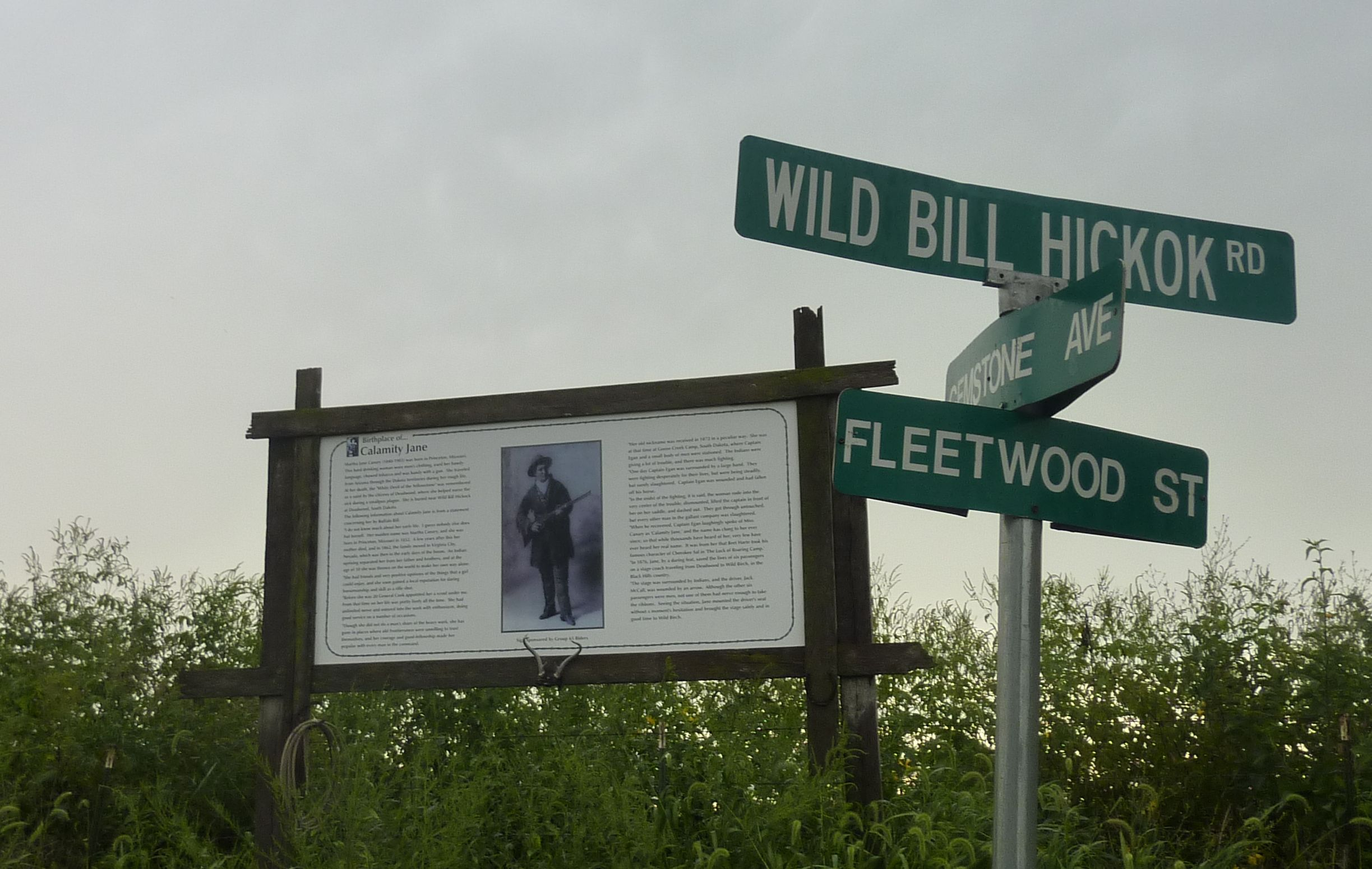
Điểm đánh dấu phía đông Princeton chỉ ra nơi được cho là nơi sinh của bà được nhiều người tin tưởng nhất. Địa điểm này sau đó đã bị chiếm chỗ bởi một trang trại lợn.

Hiện tại phần lớn thông tin về những năm đầu đời của Calamity Jane xuất phát từ cuốn tự truyện mà bà đã phát hành vào năm 1896, được viết với mục đích công khai tiểu sử. Lúc đó bà sắp bắt đầu một tour du lịch trong đó bà xuất hiện trong các viện bảo tàng ở khắp Hoa Kỳ, và cuốn tự truyện nhằm giúp thu hút khán giả. Một số thông tin trong cuốn sách nhỏ được phóng đại hoặc thậm chí hoàn toàn không chính xác.
Calamity Jane sinh ngày 1 tháng 5 năm 1852 ở thị trấn Princeton, quận Mercer, bang Missouri  với tên khai sinh là Martha Jane Canary (hay gọi tắt là Cannary) . Cho đến bây giờ, chẳng ai biết bà có tên đệm là Jane lúc sinh ra hay vào sau này.   Cha mẹ bà đã được liệt kê trong cuộc điều tra dân số năm 1860 khi sống cách khoảng 7 mil (0,18 mm) về phía đông bắc Princeton trong Ravanna. Cha của bà, Robert Wilson Cannary có vấn đề về cờ bạc và mẹ bà, Charlotte M. Cannary đã từng là gái mại dâm. Jane là con cả của gia đình sáu đứa con, có hai anh em và ba chị em. Năm 1865, ông Robert và gia đình ông chuyển nhà bằng xe lửa từ Missouri tới Virginia City, thuộc Montana. Năm 1866, Charlotte qua đời vì bệnh viêm phổi trên đường đến Blackfoot, Montana. Sau khi đến Virginia City vào mùa xuân năm 1866, Robert đã đưa sáu đứa con của mình đến Salt Lake City, Utah. Họ đến vào mùa hè, và Robert được cho là bắt đầu trồng trọt trên mảnh đất 40 arce (tương đương 16 ha). Gia đình chỉ ở Salt Lake City trong một năm khi ông qua đời vào năm 1867. Ở tuổi 14, Martha Jane chăm sóc năm người em của bà, lấy lại toa xe của họ và đưa gia đình đến Fort Bridger, Wyoming Territory, nơi họ đến vào tháng 5 năm 1868. Từ đó, họ đi trên Union Pacific Railroad tới Piedmont, Wyoming.

### Sách
- Etulain, Richard W. (2014). The Life and Legends of Calamity Jane. Norman, OK: University of Oklahoma Press. ISBN 0-8061-4632-X.
- Griske, Michael (2005). The Diaries of John Hunton: Made to Last, Written to Last: Sagas of the Western Frontier. Heritage Books. ISBN 0-7884-3804-2.
- Jucovy, Linda (2012). Searching for Calamity: The Life and Times of Calamity Jane. Philadelphia, PA: Stampede Books. ISBN 978-0-9853003-0-2.
- McLaird, James D (2005). Calamity Jane: The Woman and the Legend. University of Oklahoma Press. ISBN 978-0-8061-3591-5.
- Walker, Dale L. (2004). The Calamity Papers: Western Myths and Cold Cases. New York: Forge Books. ISBN 1-4668-1372-5.